# Grant Park (Illinois)
Grant Park ist ein Village im Kankakee County im Bundesstaat Illinois der Vereinigten Staaten. Das U.S. Census Bureau hat bei der Volkszählung 2020 eine Einwohnerzahl von 1.294 ermittelt.

## Lage
Grant Park liegt 23 Kilometer nordöstlich von Kankakee und 70 Kilometer südlich des Stadtzentrums von Chicago in der Nähe der Grenze zum Bundesstaat Indiana. Westlich des Ortes liegt der Fluss Trim Creek.

## Geschichte

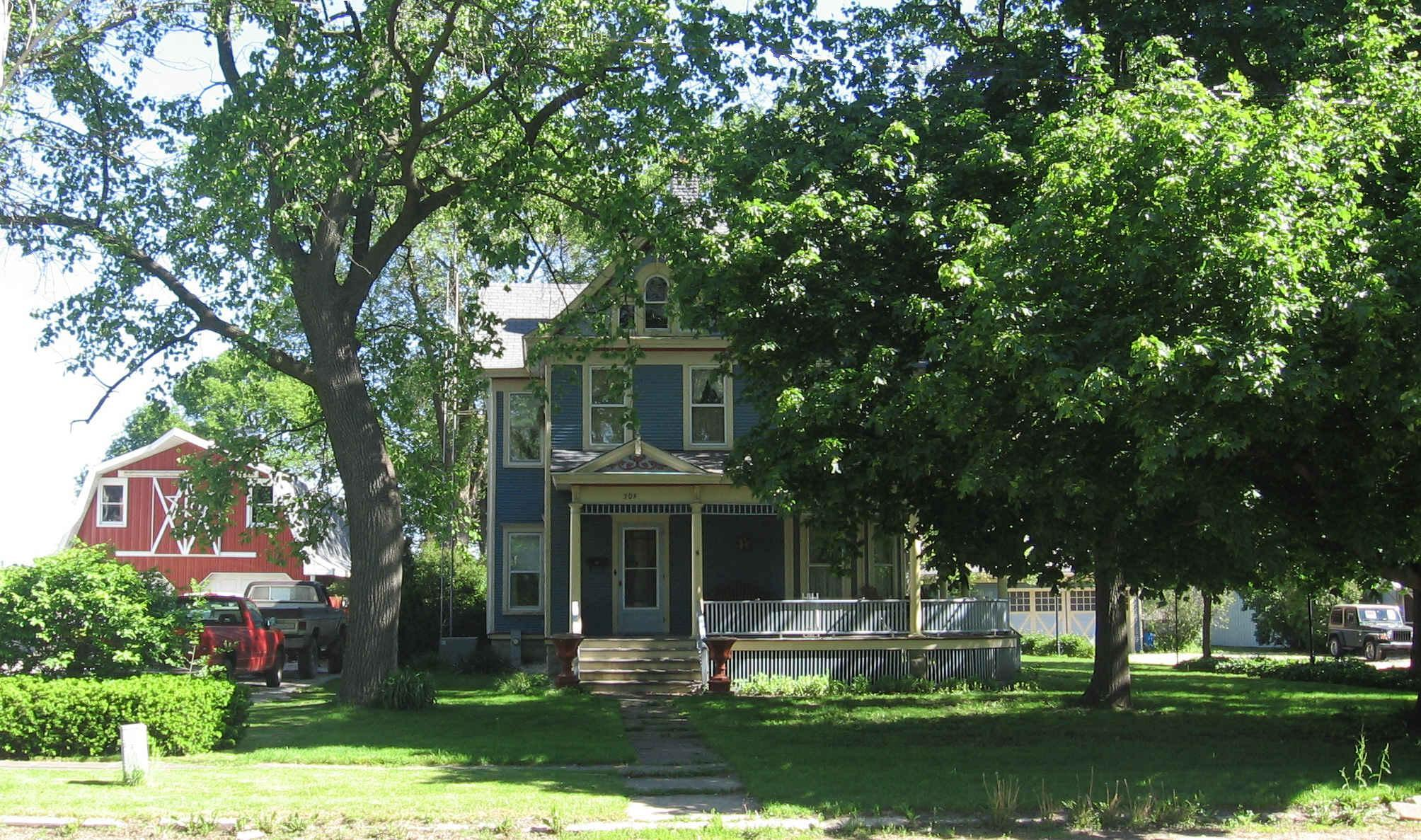
Historisches Wohnhaus in der Emerson Avenue

Die Siedlung Grant Park wurde ab dem 13. November 1870 von Clinton C. Campbell nach der Freigabe eines Bahnhofes an der Strecke der Illinois Central Railroad angelegt, als dieser dort ein Depot errichtete. Der Ort wurde nach damaligen Präsidenten Ulysses S. Grant benannt und trug zunächst nicht den Namenszusatz „Park“, dieser kam erst später hinzu, um Verwechslungen mit einem anderen in der Nähe gelegenen Bahnhof zu vermeiden.
Kurz nach der Anlage der Siedlung kamen mehrere Familien nach Grant Park, im Jahr 1872 lebten in dem Dorf bereits rund 150 Einwohner. Bis 1883 stieg die Einwohnerzahl auf 300 an, am 16. April 1883 wurde beim Kankakee County Court ein Antrag auf Inkorporation gestellt. Der Antrag wurde genehmigt und zum 8. Mai 1883 gültig. Nach der offiziellen Stadtgründung wurden die Gehwege und Straßen neu gepflastert und es entstand ein kleines Gefängnis.
Am 10. Juni 1884 wurde Grant Park durch einen Brand zerstört und musste danach neu aufgebaut werden. Am 21. April 1912 zog ein Tornado über die Stadt hinweg, dabei wurden 17 Gebäude vollständig zerstört und 50 weitere beschädigt, zudem wurden 21 Hütten und Wirtschaftsgebäude zerstört und 25 Menschen verletzt. Am 7. April 1948 wurde Grant Park von einem noch schwereren Tornado getroffen, dabei wurden fast alle Gebäude in Grant Park massiv beschädigt, drei Menschen starben und acht weitere wurden verletzt. Auf den Tag genau sechs Jahre später wurde wiederum ein Einwohner von Grant Park während eines Tornados getötet, auch hier richtete der Sturm einen Schaden von mehreren Millionen US-Dollar an.

## Bevölkerung

### Census 2010
Beim United States Census 2010 hatte Grant Park 1331 Einwohner, die sich auf 512 Haushalte und 373 Familien verteilten. 95,5 % der Einwohner waren Weiße, 0,1 % Afroamerikaner, 0,1 % Asiaten, 0,1 % amerikanische Ureinwohner; 1,9 % der Einwohner waren anderer Abstammung und 2,4 % hatten zwei oder mehr Abstammungen. Hispanics und Latinos machten 6,2 % der Gesamtbevölkerung aus. In 56,1 % der Haushalte lebten verheiratete Ehepaare, 11,3 % der Haushalte setzten sich aus alleinstehenden Frauen und 5,5 % aus alleinstehenden Männern zusammen. 34,2 % der Haushalte hatten Kinder unter 18 Jahren, die bei ihnen wohnten und in 27,0 % der Haushalte lebten Senioren über 65 Jahre.
Das Medianalter lag in Grant Park im Jahr 2010 bei 40,2 Jahren. 23,7 % der Einwohner waren jünger als 18 Jahre, 9,1 % waren zwischen 18 und 24, 23,2 % zwischen 25 und 44, 29,6 % zwischen 45 und 65 und 14,4 % der Einwohner waren älter als 65 Jahre. 48,2 % der Einwohner waren männlich und 51,8 % weiblich.

### Census 2000
Beim United States Census 2000 lebten in Grant Park 1358 Einwohner in 497 Haushalten und 389 Familien. 97,57 % der Einwohner waren Weiße, 0,07 % Afroamerikaner, 0,22 % Asiaten, 0,81 % anderer Abstammung und 1,25 % waren mehrerer Abstammungen. 2,72 % der Gesamtbevölkerung waren Hispanics oder Latinos.
Zum Zeitpunkt der Volkszählung betrug das Medianeinkommen in Grant Park pro Haushalt 52.153 US-Dollar und pro Familie 55.250 US-Dollar. Das durchschnittliche Pro-Kopf-Einkommen lag bei 22.403 US-Dollar. 4,4 % der Einwohner Channahons lebten unterhalb der Armutsgrenze, davon waren 5,0 % unter 18 und 9,2 % über 65 Jahre alt.

## Infrastruktur

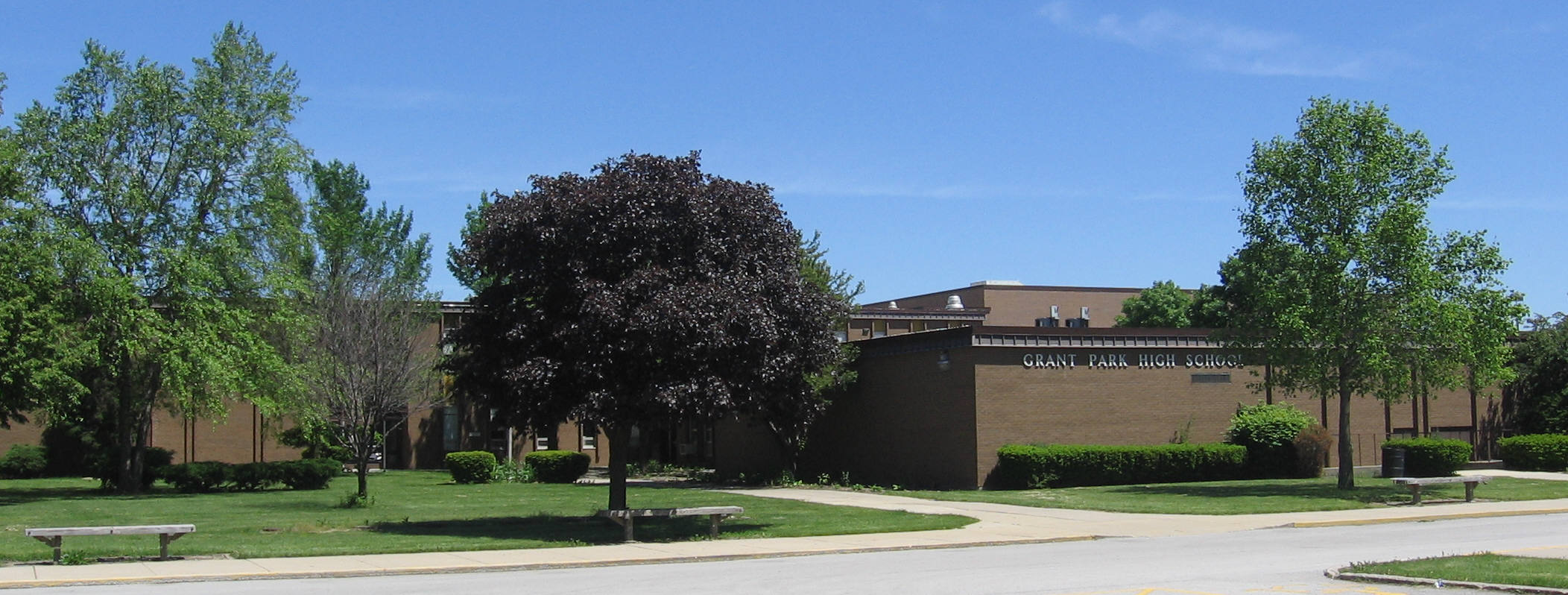
Grant Park High School

Grant Park liegt an der Illinois Route 17 zwischen Momence und der Grenze zu Indiana. Außerdem liegt östlich von Grant Park das südliche Ende der Illinois Route 1 nach Chicago. Etwa 19 Kilometer westlich von Grant Park befindet sich eine Anschlussstelle an den Interstate-Highway 55.
In Grant Park gibt es eine Grundschule (PreK–8) und eine Highschool (9–12). An beiden Schulen zusammen sind im Schuljahr 2019/20 514 Schüler eingeschrieben.